# Basdeo Bissoondoyal
Pour les articles homonymes, voir Bissoondoyal.
Basdeo  Bissoondoyal, né le 15 avril 1906 à Tyack, Rivière-des-Anguilles, et mort le 23 juin 1991 à Port-Louis, est un pandit, un enseignant ainsi qu'une personnalité politique mauricienne,,.
Il a écrit plusieurs ouvrages sur l'histoire du pays. Il est l'un des fondateurs du parti Jana Andolan.

## Hommages
- Une statue monumentale le représentant se trouve sur l'esplanade de Caudan Waterfront à Port Louis à proximité de celle de Seewoosagur Ramgoolam.